# سيلفيان كلوتير
سيلفيان كلوتير هو لاعب هوكي جليد كندي، ولد في 13 فبراير 1974 في مونت لوريل في كندا.

## وصلات خارجية
- سيلفيان كلوتير على موقع دوري الهوكي الوطني (الإنجليزية)
- سيلفيان كلوتير على موقع قاعة مشاهير الهوكي (لاعب أن.إتش.أل) (الإنجليزية)
- سيلفيان كلوتير على موقع EliteProspects.com (الإنجليزية)
- سيلفيان كلوتير على موقع HockeyDB.com (الإنجليزية)
- سيلفيان كلوتير على موقع Hockey-Reference.com (الإنجليزية)